# Villers-aux-Érables
Villers-aux-Érables è un comune francese di 137 abitanti situato nel dipartimento della Somme nella regione dell'Alta Francia.

## Società

### Evoluzione demografica
Abitanti censiti